# جشنواره فیلم فبیوفست
جشنواره بین‌المللی فیلم فبیوفست (به چکی: Mezinárodní filmový festival Febiofest) بزرگترین جشنواره فیلم و دومین جشنواره معروف جمهوری چک پس از جشنواره کارلووی واری است. این جشنواره هرساله در شهر پراگ پایتخت جمهوری چک برگزار می‌شود.
فبیوفست پس از حدود ۱۰ روز برگزاری در پراگ، با فیلم‌های برگزیده جشنواره، در چهار شهر دیگر جمهوری چک و هفت شهر در اسلواکی ادامه می‌یابد. هفدهمین دوره این جشنواره در مارس ۲۰۱۰ با بخش‌های جنبی گوناگونی شامل پانورامای سینمای جهان، پانورامای آمریکای لاتین، پانورامای آسیایی، سینمای جدید لهستان و همچنین بهار ایرانی، میزبان بیش از ۱۷۰ فیلم از کشورهای مختلف جهان بود. در این دوره هفت فیلم از سینمای ایران به نمایش گذاشته شدند.

## تاریخچه
جشنواره فبیوفست در دسامبر ۱۹۹۳ توسط شرکت سینمایی و تلویزیونی فبیوفست در پراگ بنیان نهاده شد. مؤسسان اصلی جشنواره فرو فنیک و پاول ملونک بودند. مکان برگزاری آن در آغاز در یک شهر (پراگ)، در دو تماشاخانه بود که به تدریج در طی ده سال به بیش از ۱۴۰٬۰۰۰ تماشاگر در دو کشور، ۱۲ شهر و در حدود ۴۳ تماشاخانه رسید. در سال ۲۰۰۵، ۳۳۶ فیلم از ۶۵ کشور در این جشنوراه حضور داشتند.